# Johann Lorenz von Mosheim

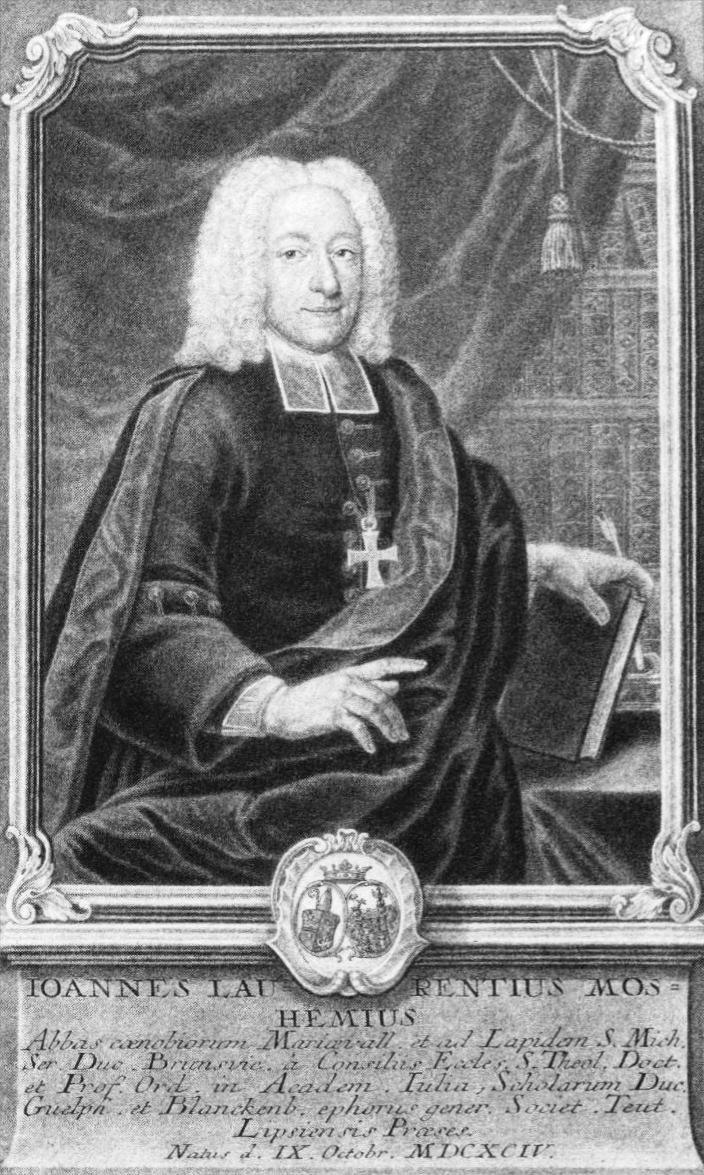
Johann Lorenz von Mosheim

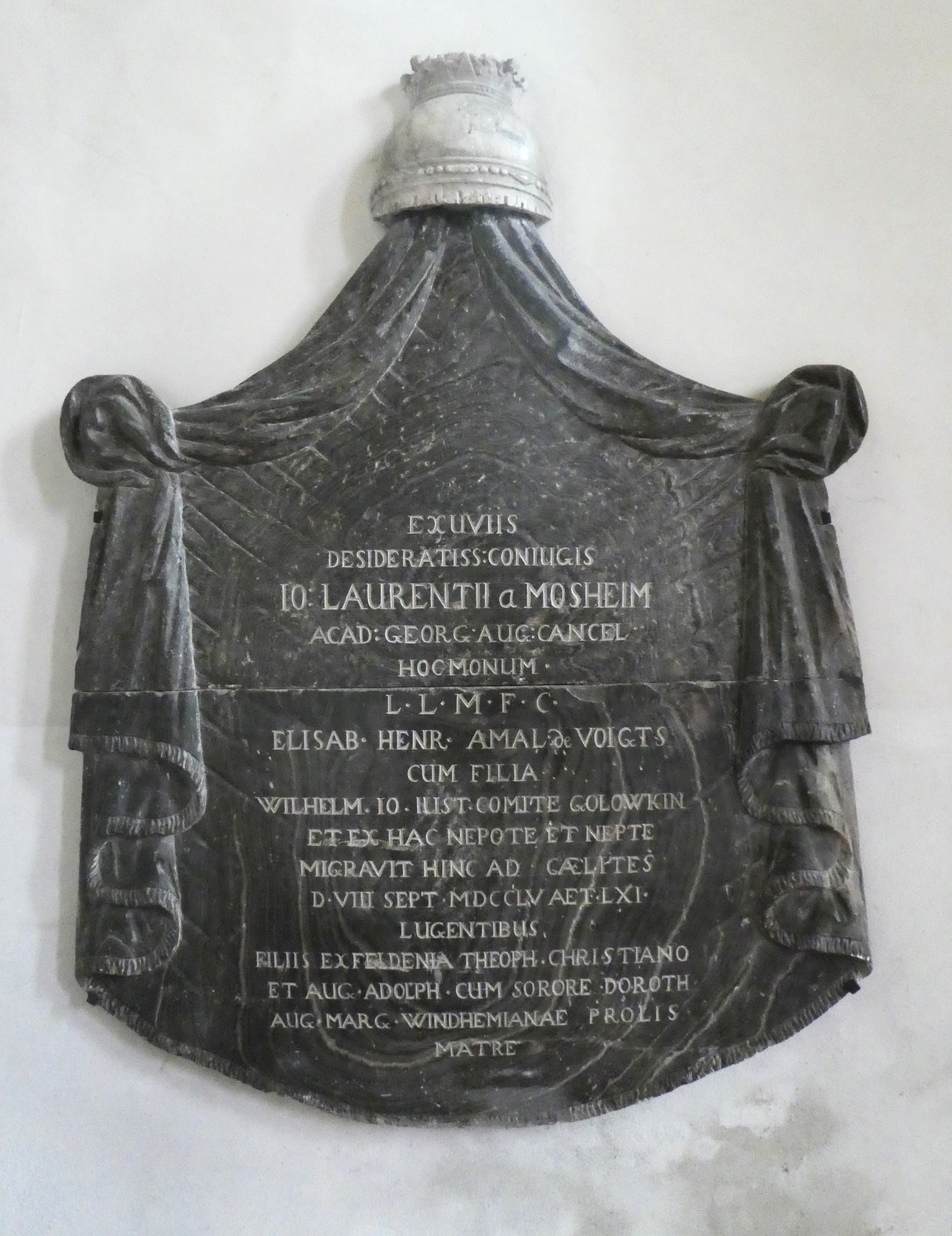
Epitaph in der Universitätskirche St. Nikolai Göttingen

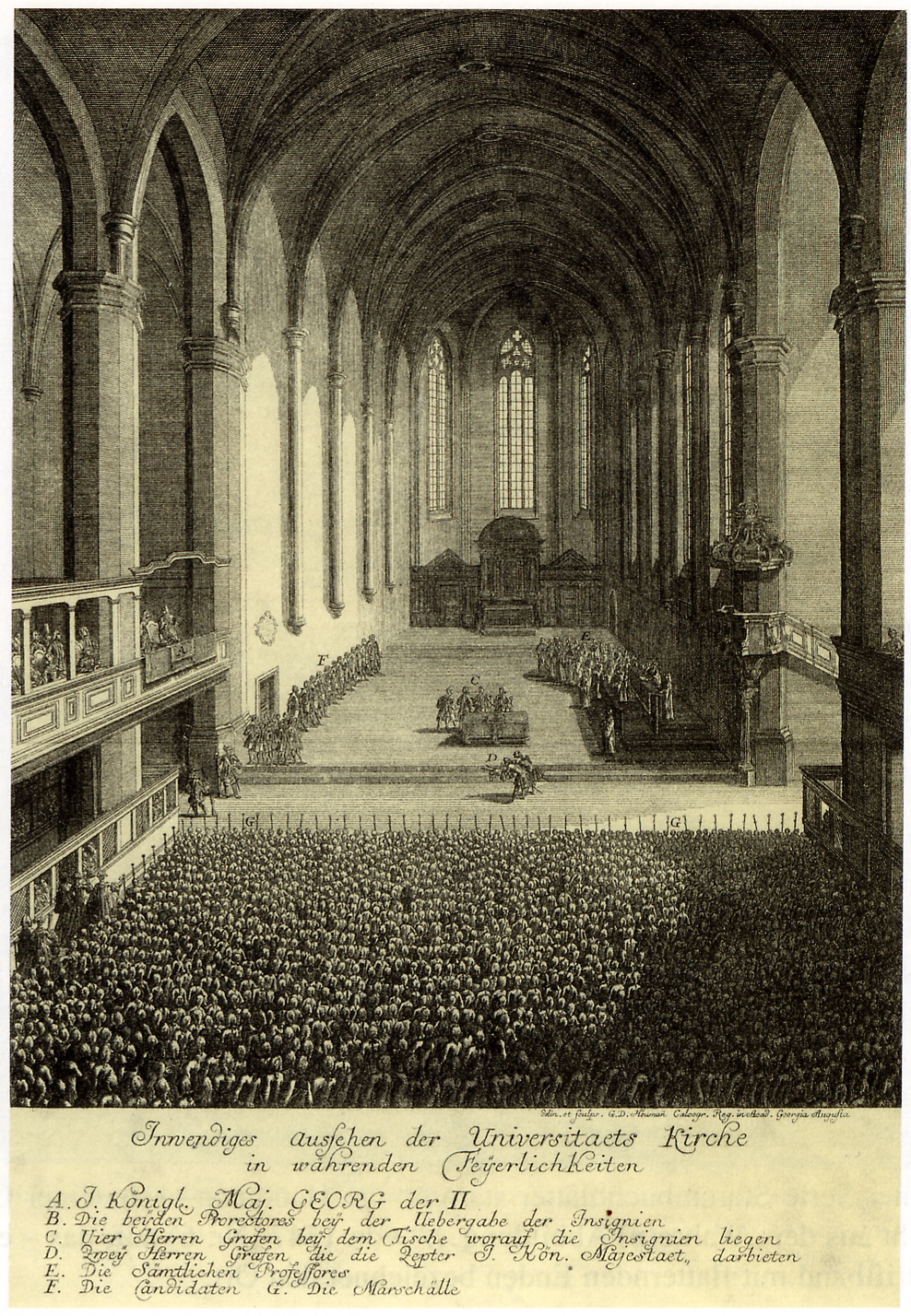
König Georg II. in der Paulinerkirche 1748

Johann Lorenz Mosheim (* 9. Oktober 1693 in Lübeck; † 9. September 1755 in Göttingen) war ein deutscher lutherischer Theologe und Kirchenhistoriker.

## Leben
Johann Lorenz von Mosheim war einer der führenden Kirchenhistoriker seiner Zeit. Über seine Herkunft ist wenig Zuverlässiges bekannt. Er soll aus der alten steiermärkischen freiherrlichen Familie von Mosheim zu Schloss Thannegg stammen, mit deren Wappen er auch seine Briefe siegelte. Getauft wurde er am 10. Oktober 1693 in der Kirche St. Petri zu Lübeck, wo der Vater im Taufbuch ohne Adelstitel als „fremder Ballmeister“ eingetragen wurde. Der Vater, Ferdinand Sigismund (von) Mosheim, war ein verarmter süddeutscher Kavalier. Er war zwar Katholik, ließ es aber zu, dass Johann Lorenz evangelisch getauft und erzogen wurde. Denn vermutlich war die Mutter Magdalena Catharina geb. von Prißen Protestantin.
Woher die Herzoginwitwe Elisabeth Sophie Marie von Schleswig-Holstein-Plön und spätere Herzogin des Fürstentums Braunschweig-Wolfenbüttel den Jungen kannte, ist nicht bekannt. Sie sorgte jedenfalls dafür, dass er das Katharineum zu Lübeck besuchen konnte. Die Herzogin blieb auch später eine engagierte Förderin Mosheims. Sie finanzierte sein Studium an der Christian-Albrechts-Universität zu Kiel, wo er seit 1715 immatrikuliert war, und im Jahr 1723 wurde er durch ihre Unterstützung zum ordentlichen Professor für Theologie der Universität Helmstedt berufen.
Bis 1747 war Mosbach Generalschulinspektor des Fürstentums Braunschweig-Wolfenbüttel. Parallel dazu bekleidete er seine Professur an der Universität Helmstedt und war Abt zu Mariental und Michaelstein. Danach war er maßgeblich an dem Aufbau der Universität Göttingen beteiligt, wo er 1747 Professor und – als erster und einziger Gelehrter in der Geschichte der Universität – Kanzler wurde. Ein herausragendes Ereignis für die junge Universität war der Besuch von König Georg II. in Göttingen am 1. August 1748. Die Festveranstaltung als Aufzug in der Paulinerkirche ist durch einen zeitgenössischen Stich und den Bericht des Kanzlers von Mosheim überliefert. 1751 wurde er zum Ehrenmitglied der Göttinger Akademie der Wissenschaften gewählt.
Aufgrund seiner modernen Auffassungen von der Kirchengeschichte galt Mosheim als „Vater der neueren Kirchengeschichte“ und als Begründer der pragmatischen Kirchengeschichtsschreibung. Seiner Meinung nach war die Geschichte der Kirche durch menschliches Handeln bestimmt. Er war nicht nur der Verfasser zahlreicher theologischer und kirchengeschichtlicher Werke, sondern auch als Prediger anerkannt und beliebt.
Sein Epitaph wurde 1822 von der Paulinerkirche in die Universitätskirche St. Nikolai versetzt. Am Michaelishaus erinnert eine der Göttinger Gedenktafeln an ihn.

## Literatur

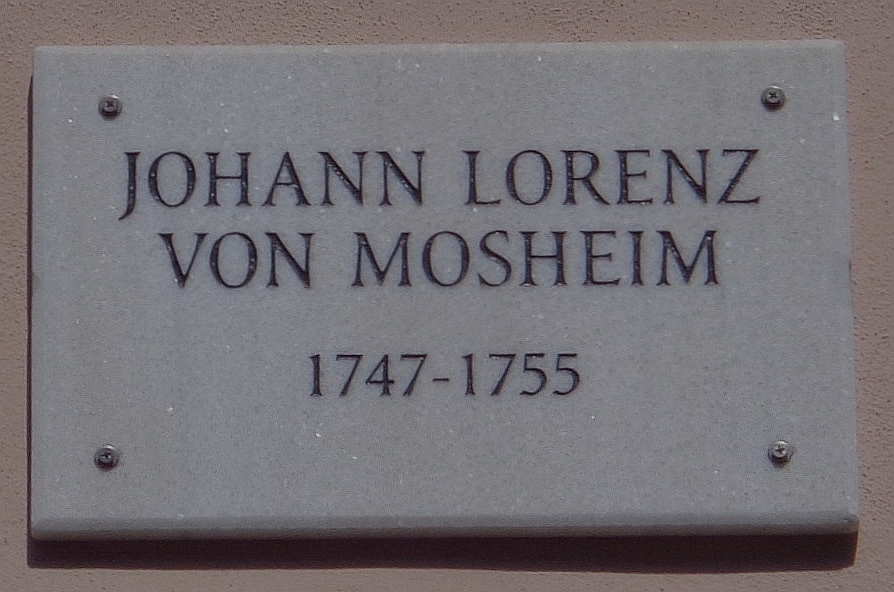
Göttinger Gedenktafel für Johann Lorenz von Mosheim am Michaelishaus an der Prinzenstraße 21

## Werke
- Johann Lorenz Mosheims Sitten-Lehre Der Heiligen Schrifft. Drimborn, Helmstedt 1735–1770. (Digitalisat Band 1), (Band 2), (Band 3), (Band 4), (Band 5), (Band 6), (Band 7), (Band 8)
- Gallus gloriae Jesu Christi, Spiritusque Sancti obtrectator publicae contemtioni expositus. Weygand, Helmstedt 1736. (Digitalisat)
- Commentatio de lumine sancti sepulchri. Weygand, Helmstedt 1736.(Digitalisat)
- Versuch einer unpartheiischen und grundlichen Ketzergeschichte. Weygand, Helmstedt 1746. (Digitalisat)
- De odio theologico commentatio. Vandenhoeck, Göttingen 1747. (Digitalisat)
- Anderweitiger Versuch einer vollstandigen und unpartheyischen Ketzergeschichte. Weygand, Helmstedt 1748. (Digitalisat)
- Commentatio de divortio. Von den in dem Neuen Testament begründeten Ursachen der Ehescheidung. Strauss. Jena 1757. (Digitalisat)
- Allgemeines Kirchenrecht der Protestanten. Weygand, Helmstedt 1760. (Digitalisat)
- Streittheologie der Christen. Der erste Theil. Nach den Grundsätzen des seeligen Herrn Kanzlers ausgeführet und mit Anmerkungen versehen. Walther, Erlangen 1763. (Digitalisat Band 1), (Band 3)
- Lorenz von Mosheim auserlesene akademische Abhandlungen. 2 Bände. Jacobäer, Leipzig 1766–1767.(Digitalisat Band 1), (Band 2)
- Geschichte der Kirchenverbesserung im sechszehnten Jahrhundert. Weygand, Leipzig 1773. (Digitalisat)